# Santa Cruz Mirador
Santa Cruz Mirador är en ort i Mexiko.   Den ligger i kommunen San Pedro Yeloixtlahuaca och delstaten Puebla, i den sydöstra delen av landet, 190 km sydost om huvudstaden Mexico City. Santa Cruz Mirador ligger 1 176 meter över havet och antalet invånare är 111.
Terrängen runt Santa Cruz Mirador är kuperad österut, men västerut är den platt. Runt Santa Cruz Mirador är det ganska tätbefolkat, med 58 invånare per kvadratkilometer. Närmaste större samhälle är Acatlán de Osorio, 16,1 km norr om Santa Cruz Mirador. I omgivningarna runt Santa Cruz Mirador växer huvudsakligen savannskog.